# Поляков, Николай Александрович
Николай Александрович Поляков (28 февраля 1940 — 12 ноября 2022) — советский и российский актёр театра и кино. Заслуженный артист РФ (2006).

## Биография
Родился 28 февраля 1940 года. Окончил ЛГИТМиК, факультет драматического искусства в 1966 году. Работал в Кизеловском Театре драмы. С 1975 по 2022 год — актёр Государственного академического русского драматического театра имени Е. Б. Вахтангова (Владикавказ). Заслуженный артист Российской Федерации (2006).
Скончался 12 ноября 2022 года.

## Театральные работы
- Герцог («Чума на оба ваши дома» — Горин Г. И.)
- Гордей Торцов («Бедность не порок» — Островский А. Н.)
- Камилло («Валенсианская вдова» — Вега Л. де)
- Портупея («Зойкина квартира» — Булгаков М. А.)
- Потапов («Протокол одного заседания» — Гельман А. И.)

## Фильмография
Название: «Буйный Терек»
Год выхода: 1981
Жанр: военный
Режиссёр: Измаил Бурнацев
В ролях: народный артист СССР Николай Саламов, Альхад Гальтукаев, Николай Поляков, Барасби Мулаев, Дагун Омаев, Сурен Хугаев, Валерий Цариев, Елена Туменова, Аслан Таугазов.